# Ringelmose Skov
Ringelmose Skov är en skog i Danmark.   Den ligger i Syddjurs kommun i Region Mittjylland, i den centrala delen av landet, 140 km nordväst om Köpenhamn. Den ingår i Nationalpark Mols Bjerge.